# Albert Figueras
Albert Figueras (Barcelona, 4 de septiembre de 1961) es un médico, docente y escritor español.

## Biografía
Su trabajo principal como médico está enfocado a promocionar el uso racional de los medicamentos sobre todo en países de América Latina. Actualmente es el director de la Fundació Institut Català de Farmacología Archivado el 23 de octubre de 2007 en Wayback Machine. y también ha trabajado como consultor en temas vinculados con la utilización de medicamentos de la OMS, la OPS y el Banco Mundial.
Es docente de la Universidad Autónoma de Barcelona y ha sido nombrado profesor honorario de la Universidad Nacional del Nordeste en Corrientes, Argentina.
Ha colaborado o colabora en distintos medios escritos suplemento ES de La Vanguardia, Redes para la ciencia o Mente Sana con artículos relacionados con las implicaciones de los avances en Neurociencias sobre la vida cotidiana o las implicaciones del bienestar en la salud individual y colectiva. Este es, también, su objetivo como conferenciante.

## Obra

### Narrativa y ensayo
- Pura felicidad - Ser feliz es saludable. Barcelona: Plataforma Editorial 2012[5]
- Emprendedores sociales: todos podemos cambiar el mundo. Barcelona: Plataforma Editorial 2011[6]
- Sense notícies del volcà - Històries amb ànima. Barcelona: Plataforma Editorial 2011 (amb Ana Bermejillo).[7]
- Sin noticias del volcán - Historias con alma. Barcelona: Plataforma Editorial 2011 (con Ana Bermejillo).[8]
- Ubuntu. Sudáfrica. El triunfo de la concordia. Barcelona: Plataforma Editorial 2010[9]
- Pequeñas grandes cosas - Tus placebos personales. Barcelona: Plataforma Editorial 2007.[10] Traducido al portugués (Pequenas grandes coisas - Editora Academia da Inteligência, São Paulo, 2009).
- Optimizar la Vida - Claves para reconocer la felicidad. Barcelona: Editorial Alienta, 2006[11]
- Manual d'intimitats. Barcelona: Proa, 1999[12]
- Suplantació. Mislata: l'autor, 1998
- La Carla i les ampolles de Fetivent. Barcelona: La Galera, 1997[13] (infantil)
- En Joan Sarruga i els lladres de bobois. Barcelona: Publicacions de l'Abadia de Montserrat, 1996[14] (infantil)

### Novela
No escatimeu el flit!. Barcelona: *Alrevés Editorial, 2016
Les hores fosques. Barcelona: *Editorial Empúries, 1998

## Premios y reconocimientos
- Just Manuel Casero, 1997: Les hores fosques [15]

- Comte Kurt, 1997: La Carla i les ampolles de Fetivent

- Vila de Mislata de narrativa breu, 1997: Suplantació

- Recull-Francesc Puig i Llensa de narració, 1998: Manual d'intimitats
- Premio a la Divulgación Científica Periodística del Instituto Danone (2013)[16] por el artículo "Microbios buenos" publicado en el Suplemento ES de La Vanguardia el 3 de septiembre de 2011.[17]